# Domašov (Bělá pod Pradědem)
Domašov (něm. Thomasdorf, dříve též Thomasberg) je vesnice, která tvoří středovou část obce Bělá pod Pradědem v okrese Jeseník. Leží na obou březích řeky Bělé; na severu navazuje na část Adolfovice, na jihu – směrem k Pradědu – pokračuje osada Bělá.

## Historie
Domašov je zmiňován poprvé roku 1284 jako Thomasbergk a je zřejmě výsledkem kolonizační činnosti vratislavských biskupů, která postupovala od Frývaldova (Jeseníka) proti toku Bělé směrem do Jeseníků. Zda se lokace středně velké vsi (40 lánů) skutečně podařila, však není jisté; roku 1410 je zmiňována jako zpustlá a obnovena byla až v polovině 16. století (1550) již s převážně dřevařským určením a pozměněným jménem Thomasdorf. Domašov se v 16.–18. století značně rozvinul: v roce 1689 se zde registruje úctyhodný počet 67 sedláků a 97 zahradníků a domkářů a Domašov tak byl největší vesnicí frývaldovského panství vratislavských biskupů. Roku 1730 byla na hranicích s Adolfovicemi postaven kostel sv. Tomáše Apoštola a u něj zřízena římskokatolická fara se školou. Další rozvoj podhorského osídlení a nesnadná dostupnost si vynutily zřízení druhého kostela sv. Jana Křtitele v horním Domašově (1796 lokálie, povýšená na faru 1843) a další školy (1793) ; jejich spádové obvody upevnily rozlišování mezi Dolním a Horním Domašovem (něm. Nieder- und Ober-Thomasdorf) do roku 1900.
Obyvatelstvo se v této době živilo zejména těžbou a zpracováním dřeva a jinými činnostmi s velkou spotřebou paliva (potašnictví, drobné hutnictví), jakož i domáckou textilní výrobou. Trvalý pokles počtu obyvatel od poloviny 19. století však naznačuje hospodářskou stagnaci. Od počátku 20. století nabýval na významu turistický potenciál obce.
Za II. světové války se v obci nacházely zajatecké pracovní tábory Rudohoří (Vietseifen) a Borek (Kieferbach), zejména pro sovětské válečné zajatce. Na prvním z uvedených míst byl v roce 2003 upraven Hřbitov smíření s hroby sovětských zajatců i Němců, kteří přišli o život na konci války. Poslední rekonstrukce hřbitova smíření proběhla v roce 2020.
Obec Domašov byla roku 1964 spojena s Adolfovicemi do obce Bělá pod Pradědem.

## Obyvatelstvo
| Rok            | 1869  | 1880  | 1890  | 1900  | 1910  | 1921  | 1930  | 1950  | 1961  | 1970 | 1980 | 1991 | 2001 | 2011 | 2021 |
| -------------- | ----- | ----- | ----- | ----- | ----- | ----- | ----- | ----- | ----- | ---- | ---- | ---- | ---- | ---- | ---- |
| Počet obyvatel | 2 583 | 2 747 | 2 642 | 2 365 | 2 078 | 1 864 | 2 018 | 1 100 | 1 045 | 935  | 928  | 913  | 965  | 912  | 845  |
| Počet domů     | 364   | 387   | 376   | 378   | 374   | 375   | 397   | 397   | 255   | 226  | 242  | 258  | 289  | 310  | 320  |

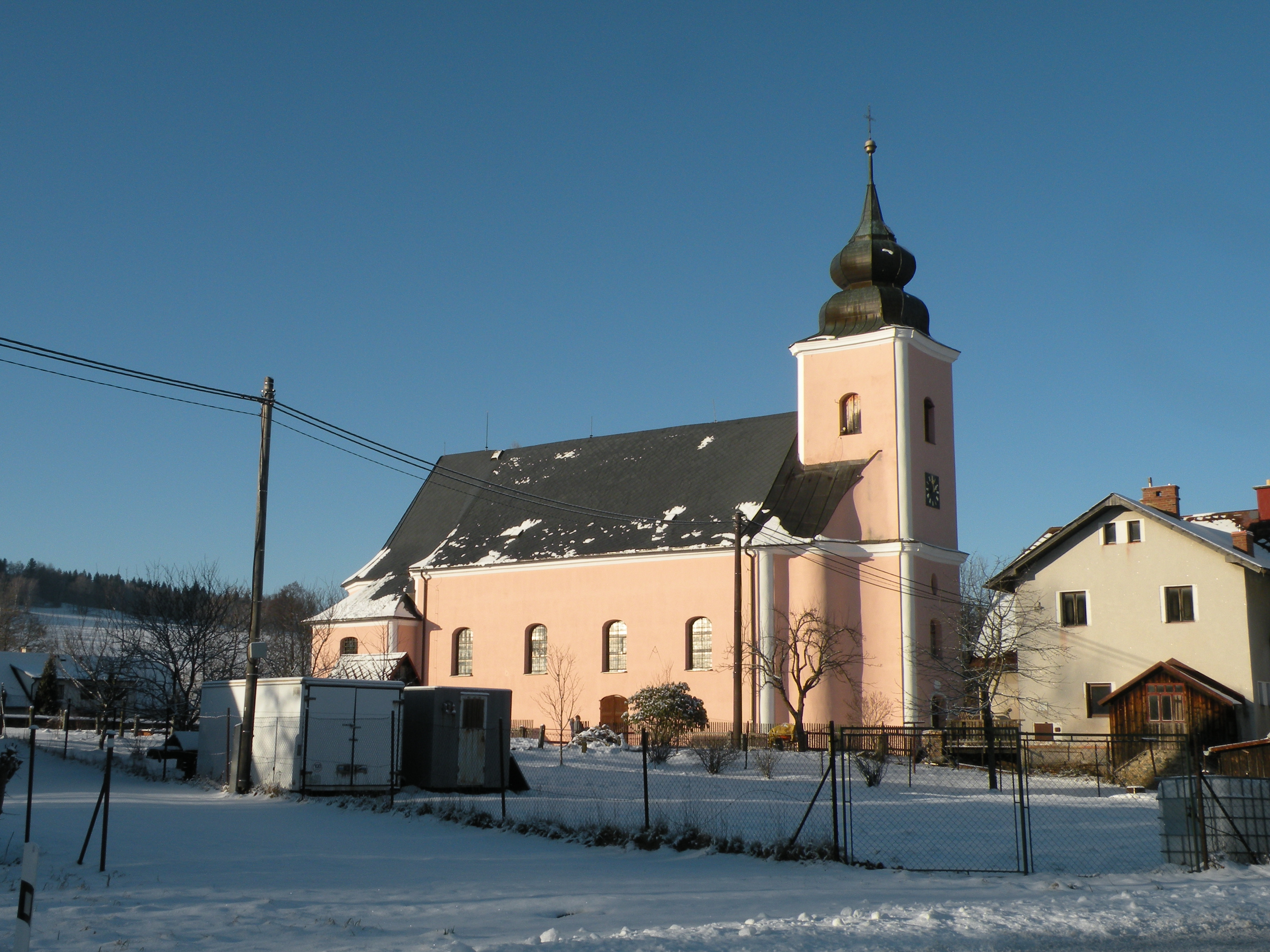
Kostel sv. Jana Křtitele horní Domašov

V Domašově je evidováno 381 adres: 345 čísel popisných (trvalé objekty) a 36 čísel evidenčních (dočasné či rekreační objekty). Při sčítání lidu roku 2001 zde bylo napočteno 289 domů, z toho 250 trvale obydlených.

## Zajímavosti

### Kulturní památky
- římskokatolický farní kostel sv. Tomáše Apoštola v dolním Domašově (kulturní památka). Vrcholně barokní stavba z let 1726–1730, postavená z podnětu vratislavského kanovníka Karla Maxmiliána Fragsteina jezuitským stavitelem Christophem Tauschem. Obraz hlavního oltáře pochází z roku 1892 a je od Aloise Baucha z Vidnavy, další obrazy pocházejí od Leopolda Willmanna a Rudolpha Templera.[9][10]
- fara v Dolním Domašově (kulturní památka) – barokní budova z roku 1766
- římskokatolický farní kostel sv. Jana Křtitele v horním Domašově (kulturní památka) – klasicistní stavba z let 1797–1798, postavená podle návrhu Johanna Grögera, v něm obraz Stětí sv. Barbory od Felixe Ivo Leichera[11]. Kostel je kulturní památkou ČR.[12]
- poutní kaple Mariin pramen

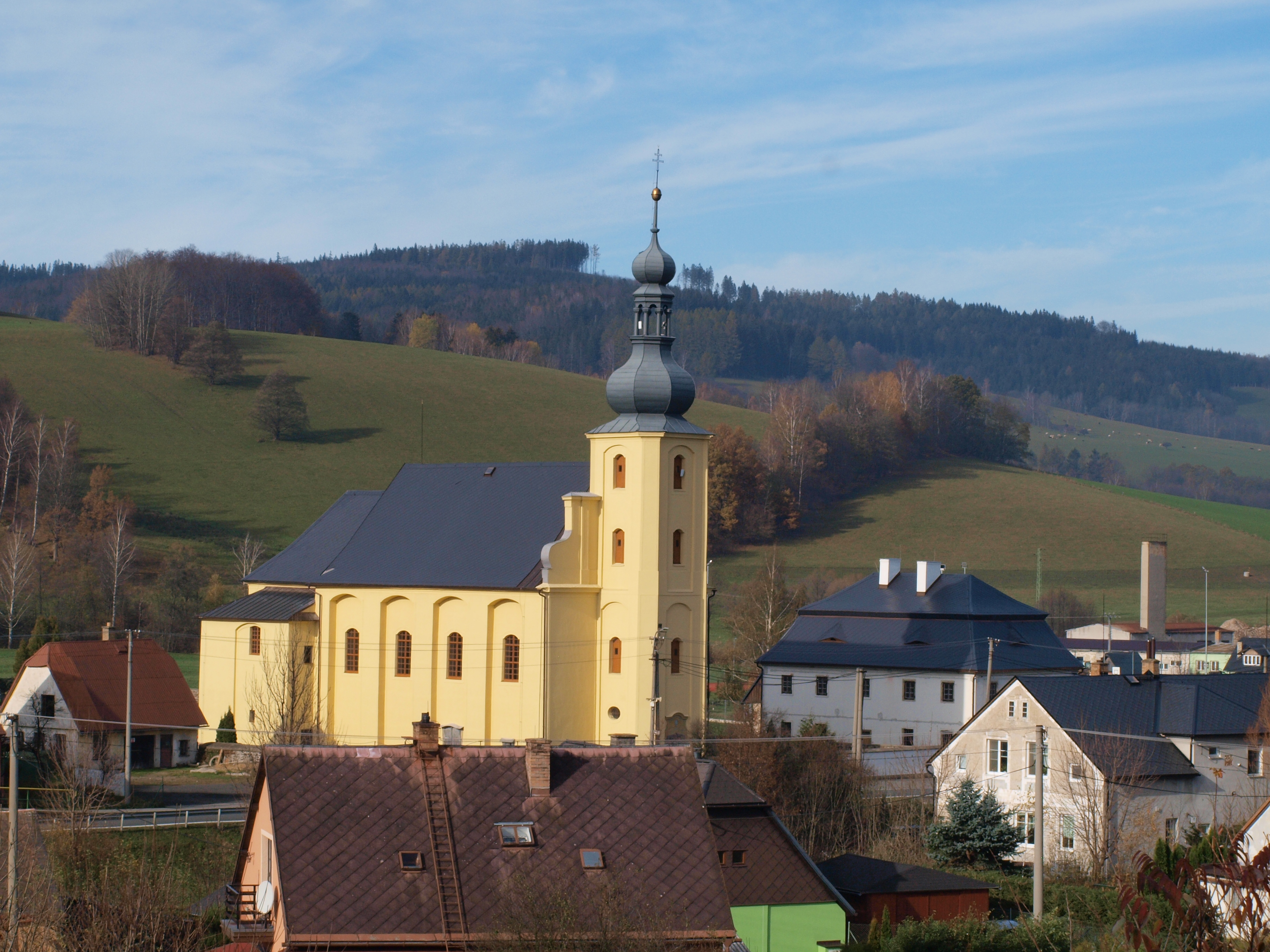
Kostel sv. Tomáše Apoštola dolní Domašov

- Kostel sv. Tomáše Apoštola dolní Domašovhřbitov sovětských válečných zajatců v údolí Zaječího potoka – Borek (kulturní památka)

### Přírodní památky
- Červenohorské sedlo – na katastru Domašova je zejména původní chata z roku 1903
- přírodní rezervace Borek u Domašova – reliktní bor na křemencové suti

Území Domašova pokrývají i:
- Chráněná krajinná oblast Jeseníky
- Ptačí oblast Jeseníky (pro jeřábka lesního a chřástala polního)

## Fotogalerie

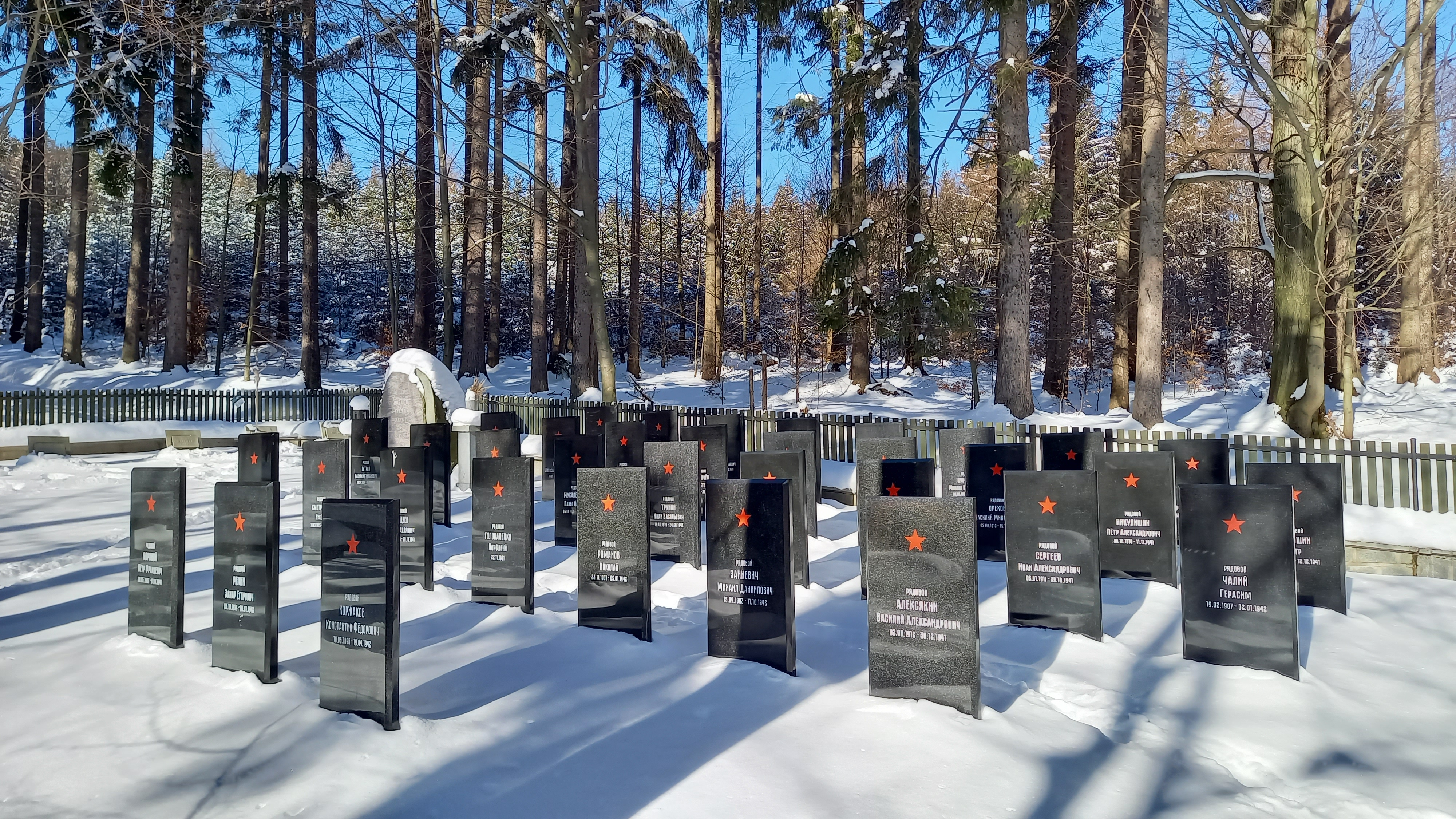
Hřbitov Smíření Rudohoří